# 楡原駅
楡原駅（にれはらえき）は、富山県富山市楡原にある、西日本旅客鉄道（JR西日本）高山本線の駅である。

## 歴史

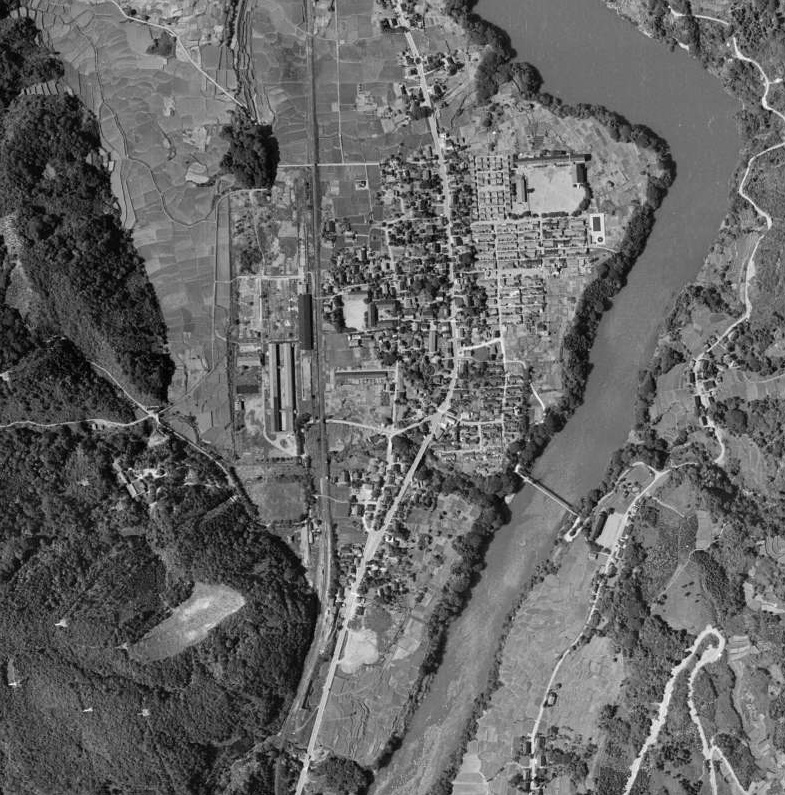
1969年（昭和44年）5月21日撮影の楡原駅周辺航空写真

- 1930年（昭和5年）11月27日：鉄道省飛越線（現・高山本線）笹津駅 - 猪谷駅間延伸時に一般駅として開設[1][2][3]。
- 1934年（昭和9年）10月25日：線路名称改定。飛越線が高山本線へ編入、同線の駅となる[4][3]。
- 1959年（昭和34年）11月1日：営業範囲改正、車扱貨物取扱廃止[5]。但し、専用線発着車扱貨物に限り取扱を行う[5]。
- 1960年（昭和35年）8月1日：営業範囲改正、専用線発着車扱貨物の配達取扱を廃する[6]。
- 1969年（昭和44年）10月1日：営業範囲改正、手荷物、小荷物及び専用線発着車扱貨物取扱廃止[7]。同年、無人駅化[8]。
- 1987年（昭和62年）
  - 3月31日：営業範囲改正、荷物（但し新聞紙に限る）扱い再開[9]。
  - 4月1日：国鉄分割民営化に伴い、西日本旅客鉄道（JR西日本）の駅となる[2]。
  - 12月：駅舎改築工事のため、旧駅舎の取壊し工事を開始する[10]。
- 1989年（平成元年）3月18日：駅舎改築工事完了、同日当駅前で記念式典開催[10]。
- 2002年（平成14年）：交換設備が撤去される[11]。

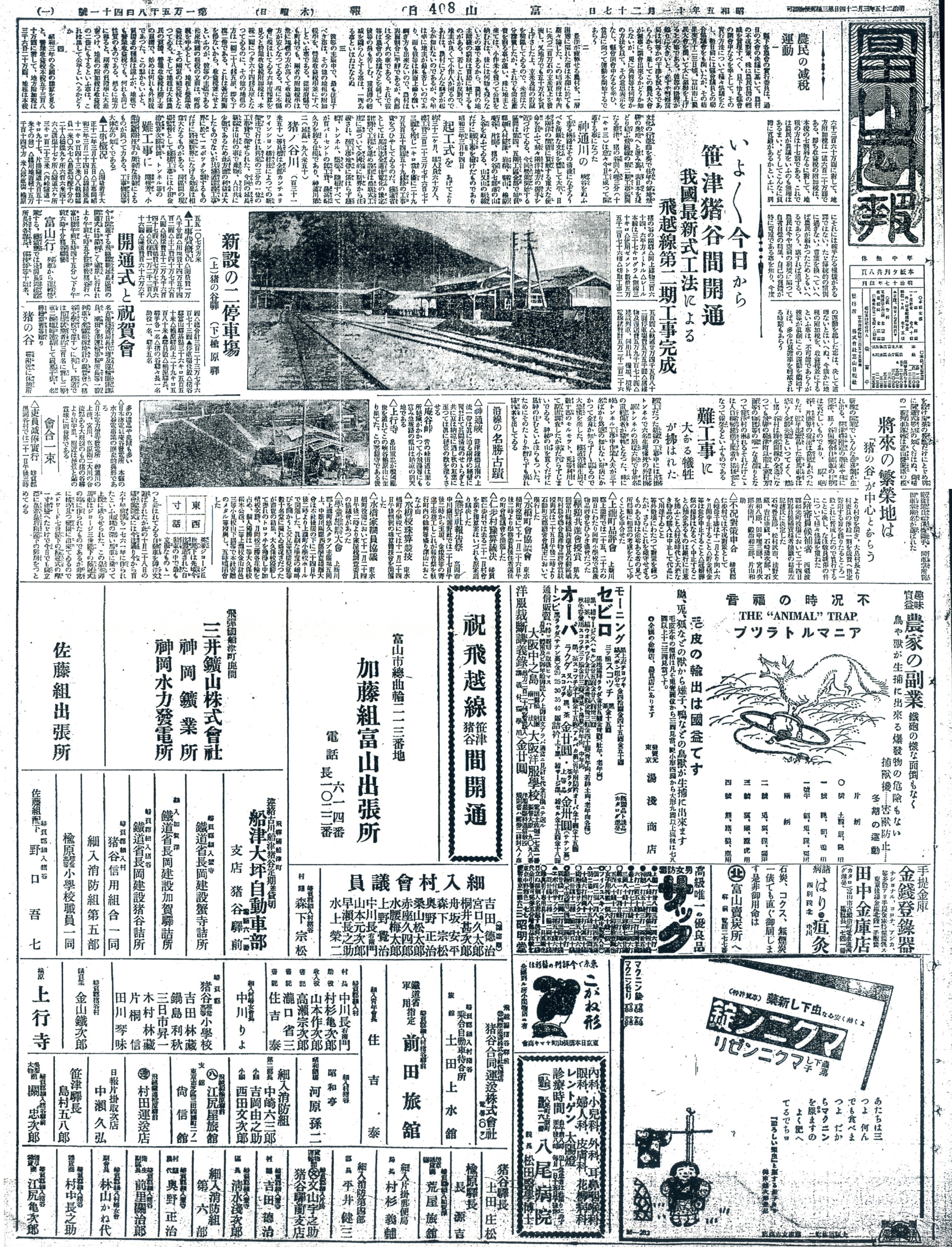
飛越線笹津駅 - 猪谷駅間開通を報じる新聞。当駅の写真も掲載されている。
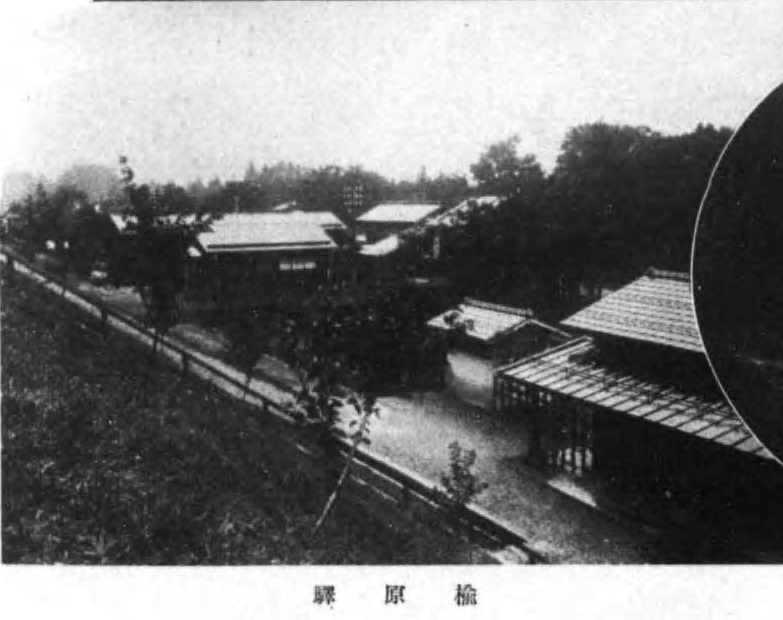
1934年（昭和9年）の楡原駅

## 駅構造
単式ホーム1面1線を有する地上駅（停留所）。傾斜面上にあるため、ホームへは階段を登る必要がある。この階段は1987年（昭和62年）当時で30段あり、駅舎との高低差21mは昭和30年代には国鉄線で1番の高低差、1983年（昭和58年）時点でも土合駅・筒石駅等に次ぐ国鉄線第4位であったとされる。
以前は相対式ホーム2面2線の交換可能駅であったが、旧下り線線路は撤去されており、ホームへ通じる地下道は閉鎖されている。ただし、その下りホームは残存している。
北陸広域鉄道部管理下の無人駅。木造駅舎は1989年（平成元年）3月18日に竣工したもので、1930年（昭和5年）の開業以来用いられていた駅舎が老朽化したために、JR西日本金沢支社の無人駅老朽駅舎改築事業の一環として建てられた。平屋建であり、広さは旧駅舎に比して約3分の1の50.1平米を有する。また、駅舎内には待合室があり、また除雪用具を入れる倉庫と便所を備える。

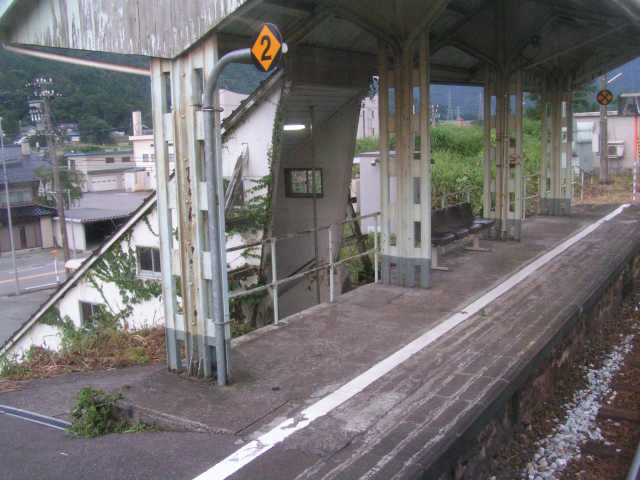
ホーム（2006年8月）

## 貨物取扱
当駅における貨物取扱は、1959年（昭和34年）11月1日に専用線発着車扱貨物に限定され、その後1960年（昭和35年）8月1日には配達取扱が廃止になり、1969年（昭和44年）10月1日に手荷物及び小荷物と共に取扱が廃止された。
1951年（昭和26年）12月15日付『鉄道公報』第732号通報「専用線一覧について（営業局）」別表によると、当駅接続の専用線は次の通りであった。
- 興国人絹パルプ線（第三者使用：日本通運、動力：手押、作業粁程：0.3粁）
- 日本発送電線（動力：手押、作業粁程：0.1粁）

1953年（昭和28年）10月10日付『鉄道公報』第1254号通報専用線一覧別表掲載中、当駅接続の専用線は次の通りであった。
- 興国人絹パルプ線（第三者使用：日本通運、動力：手押、作業粁程：0.3粁）
- 関西電力線（第三者使用：北陸電力及び日本通運、動力：手押、作業粁程：0.1粁）
- 北陸電力線（第三者使用：日本通運、動力：手押、作業粁程：0.1粁）

1967年（昭和42年）7月1日現在における当駅接続の専用線は以下の通りであった。
- 北陸電力線（二号線）（第三者使用：日本通運、動力：国鉄機関車及び手押、作業粁程：0.3粁）

日本国有鉄道貨物局が編纂した『専用線一覧表 昭和45年10月1日』には当駅接続の専用線は記載されていない。

## 利用状況
「富山県統計年鑑」と「富山市統計書」によると、近年の1日平均乗車人員の推移は以下の通り。
| 年度   | 1日平均 乗車人員 |
| ------ | ---------------- |
| 1995年 | 127              |
| 1996年 | 115              |
| 1997年 | 100              |
| 1998年 | 101              |
| 1999年 | 95               |
| 2000年 | 87               |
| 2001年 | 73               |
| 2002年 | 66               |
| 2003年 | 63               |
| 2004年 | 54               |
| 2005年 | 54               |
| 2006年 | 50               |
| 2007年 | 55               |
| 2008年 | 52               |
| 2009年 | 57               |
| 2010年 | 49               |
| 2011年 | 54               |
| 2012年 | 49               |
| 2013年 | 45               |
| 2014年 | 42               |
| 2015年 | 35               |
| 2016年 | 32               |
| 2017年 | 27               |
| 2018年 | 30               |
| 2019年 | 34               |
| 2020年 | 27               |
| 2021年 | 26               |
| 2022年 | 29               |
| 2023年 | 25               |

## 駅周辺
- 富山市役所細入総合行政センター（旧・細入村役場）
- 神通川
- 国道41号

## 隣の駅
西日本旅客鉄道（JR西日本）
■高山本線
猪谷駅 - 楡原駅 - 笹津駅